# Jordan Boucher
Jordan Boucher, född 21 februari 1994 i Montréal, Québec, är en kanadensisk professionell ishockeyspelare som spelar för Pétroliers du Nord i kanadensiska LNAH. Han har tidigare spelat för bland annat Binghamton Senators, Laval Rocket och Örebro HK.